# BRENDA (化学)
BRENDA（The Comprehensive Enzyme Information System、包括的酵素情報システム）は、世界最大級の酵素情報システムである。IUBMBによって分類された酵素の分子および生化学情報が掲載されている。7000を超えるすべての酵素について、「酵素によって触媒される化学反応の反応速度（酵素反応速度論）」の詳細が説明されている。主要な科学文献から手動で抽出した酵素固有のデータからテキストマイニングなどの自動情報検索手法から派生したデータまで様々なデータが含まれる。 

## 歴史
BRENDAは1987年にブラウンシュヴァイクのドイツバイオテクノロジー研究センター（現在のヘルムホルツ感染研究センター）に設立された。当初は酵素の情報データを掲載する本として出版されていた。BRENDAという名前はブラウンシュヴァイク酵素データベース（Braunschweig Enzyme Database）の頭字語に由来する。1996年から2007年まで、一時的にケルン大学にあり、その期間中にBRENDAは一般にアクセス可能な酵素情報システムに発展した。 2007年にブラウンシュヴァイクに戻り、現在ではブラウンシュヴァイク工科大学のバイオインフォマティクスおよび生化学部門で開発されている。 

## 可用性
BRENDAの使用は目的によって無料でなくなることがある。FRENDAとAMENDAは非営利目的のユーザーのみに無料であるが、営利目的のユーザーは、BIOBASEを通じてデータベースのライセンスを得ることが必要となる。 